# Afrikai kanalasgém

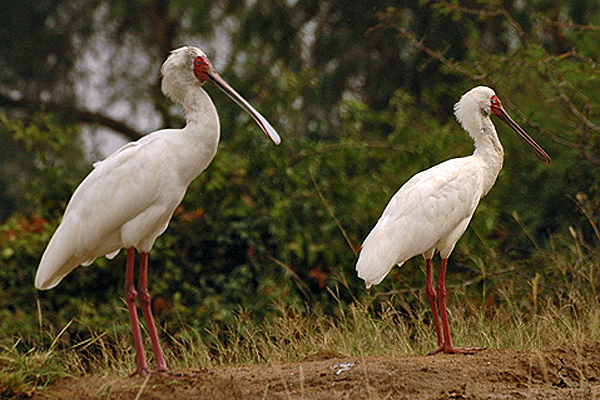

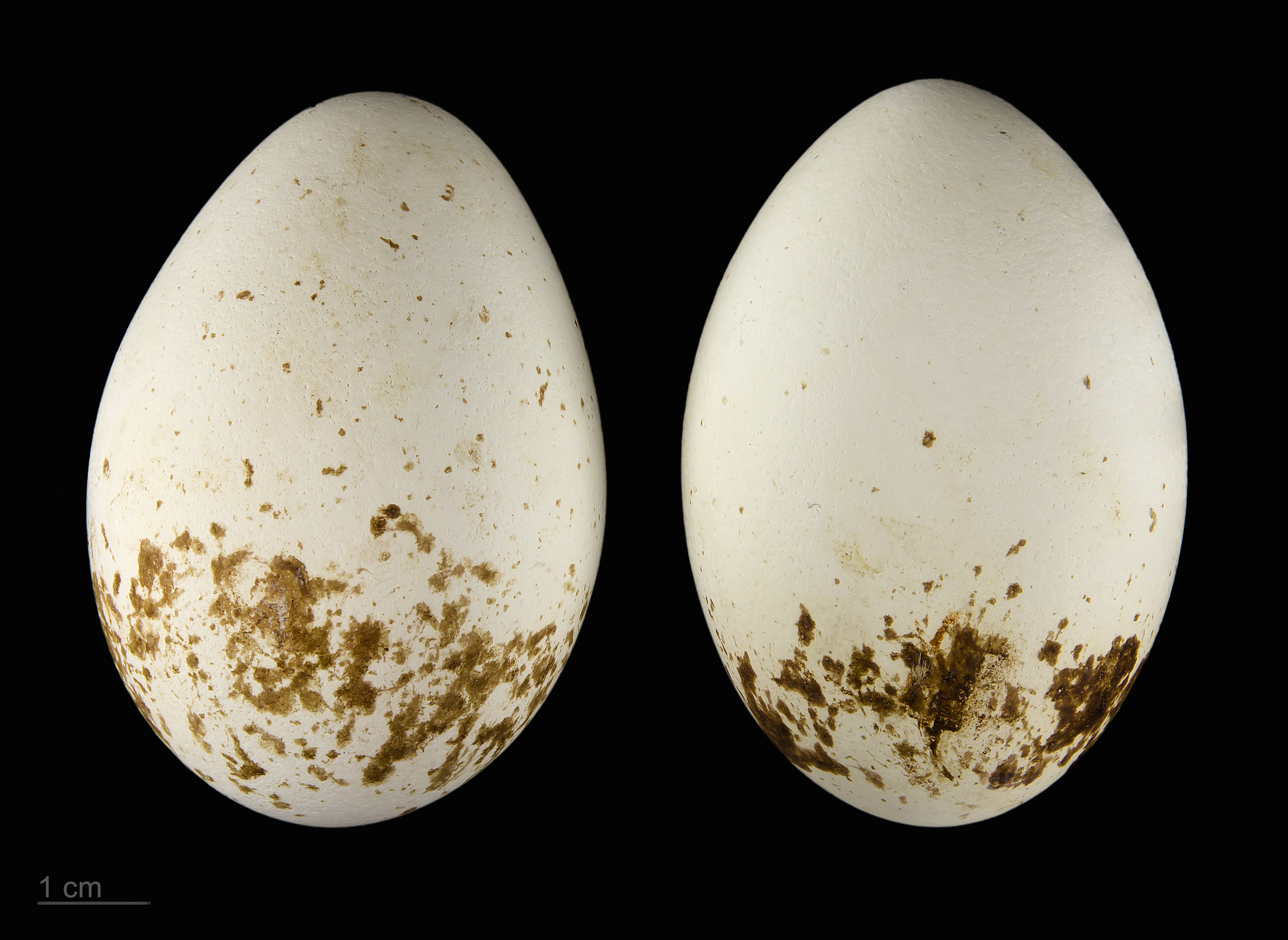
Platalea alba

Az afrikai kanalasgém (Platalea alba) a madarak (Aves) osztályának a gödényalakúak (Pelecaniformes) rendjébe, ezen belül az íbiszfélék (Threskiornithidae) családjába és a kanalasgémformák (Plataleinae) alcsaládjába tartozó faj.
Nevüket csőrük kanálszerűen kiszélesedő végéről kapták. Neve szerint gém, de nem az ő rokonuk, hanem íbiszfélékhez tartozik.

## Előfordulása
Afrika és Madagaszkár tavainál és mocsarakban él.
Érdekesség, hogy Magyarországon is észlelték már vadon, 2005. október 2-án és 3-án Tömörkény határában, a Csaj-tavon figyelték meg egy kifejlett példányát. A Magyar Madártani és Természetvédelmi Egyesület Nomenclator Bizottsága szerint ugyanakkor kétséges, hogy a megfigyelt egyed valóban természetes állományból származott-e. 

## Megjelenése
Testhossza 73-90 centiméter. Tollazata tiszta fehér, arcrésze csupasz, csőre fekete, lába és szemgyűrűje vörös. Fején tollüstököt hord. A tojó valamivel kisebb termetű, mint a hím.

## Életmódja
A sekély vízben csőrének kaszáló mozgásával fogja meg halakból, rovarlárvákból és férgekből álló táplálékát.

## Szaporodása
Síkvidéki mocsarak, árterek, tavak mellett fészkel. Telepesen, nádasokra, fákra, bokrokra rakja, nádból és gallyakból álló fészkét. 3-4 tojásán 21 napig kotlik, fiókái fészeklakók.